# 便血
便血（英語：hematochezia）即便中带血，是消化道出血时，鲜红、暗红色血液随大便自肛门排出。此术语不包含黑便和直腸出血。
少量便血时粪便颜色可能正常，须经隐血试验方能确定。便血多见于下消化道出血（即屈氏韧带以下的消化道），特别是结肠与直肠病变的出血，少数亦可见于上消化道大出血的病患。
便血和直腸出血（rectorrhagia，rectal bleeding）不同，后者与排便無關，是在沒有排便時鮮血從肛门排出的症狀。直肠鲜红色出血（bright red blood per rectum，BRBPR）又称经直肠鲜红血或肛门滴血，则是便血或直腸出血的症状，可能为两者之一的情况。
便血也和便纸有血（hematopapyrus）症狀不同，后者是大便後擦拭的衛生紙上有血。

## 病因
成年人便血最常见的原因是痔疮和肠憩室病，这两个疾病相对是良性的。不過便血也可能是由于大肠癌引起，这个可能会致命。在新生儿的便血可能是因为在分娩时吞食了母体的血液而引起的，但也有可能是坏死性小肠结肠炎（严重影响早产儿生命的嚴重病症）的初始症状。婴儿便血合并腹痛可能表示有肠套叠。青少年中便血一般是炎症性肠病引起，其中特别要注意考虑和排除溃疡性结肠炎，是一种引起便血的严重疾病。
便血也可由上消化道出血引起。然而血液在沿着消化道向下流时会受到消化道酸和酶的化学作用，通常会表现为黑便。若便血是因為上消化道出血所產生，表示其出血非常快速，有可能会危及生命。
食用甜菜可能引起甜菜尿，會出现红色排泄物。这是因為红色色素無法及時代谢所產生的情形，有时候可能会和便血混淆。
攝取紅色果肉的火龍果也會讓便中有出現紅色的染色物，甚至有時連尿液中都有（假性血尿），這也常常會誤認為便血。

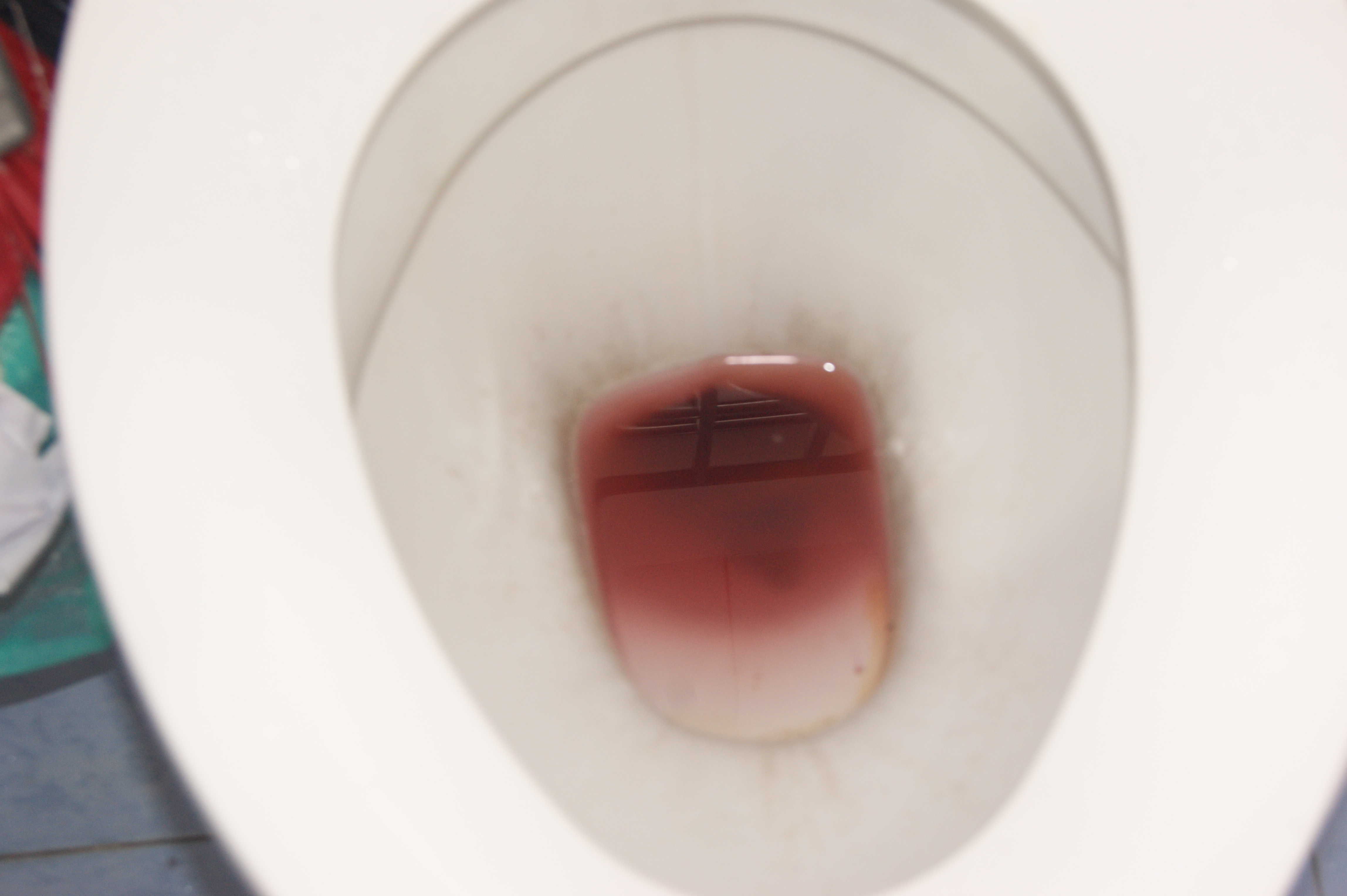
因為攝取火龍果後排便，造成馬桶沖水後仍出現紅色的情形

若針對嬰兒，可以用鹼性變性法來區分胎兒血紅蛋白及母體的血液。
其他常見便血的原因有：
- 大腸癌[6][7][8][9][10]
- 克隆氏症[11]
- 溃疡性结肠炎[12]
- 其他類型的炎症性腸病，炎性腸綜合徵或潰瘍。
- 直腸或是肛門痔疮或是肛裂，有可能是破裂或是因為其他原因發炎[來源請求]
- 志賀氏菌[13]或是志賀毒素造成的[14]大腸桿菌食物中毒[15]
- 坏死性小肠结肠炎[來源請求]
- 肠憩室病[16]
- 沙門氏菌感染症[17]
- 上消化道出血[18]
- 胃及十二指肠潰瘍[19]
- 食管靜脈曲張（英语：Esophageal varices）[20]
- 胃癌[21]
- 劇烈運動，例如在很熱的天氣下進行高強度的運動（例如跑步）[22]